# Rusca Montană
Rusca Montană is een Roemeense gemeente in het district Caraș-Severin.
Rusca Montană telt 2116 inwoners.